# Epiphragma (Epiphragma) sybariticum
Epiphragma (Epiphragma) sybariticum is een tweevleugelige uit de familie steltmuggen (Limoniidae). De soort komt voor in het Neotropisch gebied.